# Mécanisme de Sarrus

Un mécanisme de Sarrus

Le mécanisme de Sarrus, inventé en 1853, par Pierre-Frédéric Sarrus, est une liaison mécanique permettant de convertir un mouvement circulaire limité en un mouvement linéaire, sans guidage. Le mécanisme utilise deux plaques horizontales (en rouge) positionnées parallèlement l'une à l'autre, l'une au dessus de l'autre. Deux plaques rectangulaires (en vert) avec des charnières au milieu, relient les plaques horizontales. Le mouvement d'arc circulaire d'une charnière produit un mouvement vertical linéaire. La plaque supérieure se déplace verticalement vers le haut et vers le bas, en direction ou à l’opposé de la partie inférieure. Le mécanisme de Sarrus est un mécanisme tridimensionnel, contrairement au mécanisme Peaucellier-Lipkin qui est un mécanisme planaire.
Bien que Charles-Nicolas Peaucellier ait été reconnu pour être le premier à inventer un mécanisme à développement rectiligne, le mécanisme de Sarrus fut inventé plus tôt ; cependant, il passa largement inaperçu.